# Elite Residence
O Elite Residence é um arranha-céus na cidade de Dubai, Emirados Árabes Unidos no distrito de Dubai Marina, com vista para a Palmeira Jumeirah, uma das ilhas artificiais das Palm Islands. O edifício tem 380,5 m de altura e 87 andares.  Dos 91 andares 76 abrigam 695 apartamentos e outros 15 incluem piscinas, spas, área de recepção, centro de negócios e um ginásio. A construção terminou em 2012 e atualmente é o quinto prédio residencial mais alto do mundo.